# Семдэ
Семдэ, также Сэмдэ (Вайли: sems sde; санскр.: IAST: cittavarga; «раздел ума») — первый из трёх разделов учения и текстов Дзогчен, раздел «Природы Ума».
Три раздела Дзогчена, как их представил Манджушримитра, — Семдэ, Лонгдэ («раздел Пространства») и Мэннгагдэ («Сущностный раздел») — развились от различных подходов разных линий передачи учения. Семдэ — раздел Природы Ума — относится к линии передачи Вайрочаны. Тем не менее, как отмечает Намкай Норбу Ринпоче, «достигаемое состояние созерцания одинаково для всех трёх разделов».

## Отличие Семдэ от других разделов Дзогчена
В каждом из разделов Дзогчена — Семдэ, Лонгдэ и Мэннгагдэ — учитель даёт прямую передачу, прямое введение в состояние Дзогчен (ригпа), и ни один из них не является постепенным путём, хотя каждый из них имеет свой особый подход. В каждом из разделов есть свой способ введения в созерцание: в Мэннгагдэ — принцип Прямого Введения, в Лонгдэ — Символическое Введение, в Сэмде — Устное Введение. В системе Семдэ в основном применяются устные объяснения и подробный анализ, что отличает его, например, от «Сущностного раздела» Дзогчена Мэннгагдэ (в переводе «сообщаемое тайно»), где введение в «сердечную сущность» объясняется с помощью парадоксов, так как природа реальности не укладывается в рамки логики.
Раздел Семдэ связан с первым заветом Гараба Дордже — получить прямое введение в природу своего сознания (от мастера). Поэтому в разделе подчёркивается необходимость прямого введения в естественную природу ума (ригпа), о которой даются пояснения и методы её узнавания.
Несмотря на то, что в разделе Семдэ используется в большей степени интеллектуальный подход для объяснения того, как войти в состояние созерцания (rig-pa), слово ум (sems, сем) относится не к рассудочному уму (читта), обусловленному временем и предшествующими событиями, а к природе ума (sems-nyid), которая существует за пределами времени и обусловленности и обычно называется текстах Семдэ бодхичиттой. В этом случае Бодхичитта означает изначальное состояние, чем отличается от её толкования в текстах Сутры.
Гьюрмед Цеванг Чогдруп так описывает воззрение Семдэ:

 Учение Семдэ запредельно всем многообразным уровням различных колесниц, двум истинам, шести парамитам и двум стадиям, всем составным и загрязнённым аспектам «истины пути», ограниченным жёсткими оценивающими умопостроениями. (Им запредельна) великая всеобъемлющая сфера, являющаяся природой врождённого просветленного ума, изначальной мудростью великой равностной чистоты, свободной от измышлений всеобъемлющей сферой, природой абсолютной истины. Это — всецелое освобождение от причин и следствий, достоинств и недостатков, приятия и отвержения. Говоря вкратце, это выход за пределы всех объектов двойственных представлений о воспринимаемом и воспринимающем.— Тулку Тхондуп Ринпоче «Ум Будды. Антология текстов Лонгченпы по Дзогпа Ченпо» 

## Четыре йоги раздела Семдэ

Тибетская буква А, используемая для концентрации и визуализации. Является символом радужного тела

В Семдэ имеется четыре основные практики (нэлчжор, йога, «соединение»), используемые для вхождения в созерцание (тиннгэдзин):
1. Шинэ — состояние покоя путём концентрации на объекте или без него (обычно выполняется на тибетской букве А). В результате практик состояние покоя становится устойчивым. Также для этой практики в текстах Дзогчена употребляется термин нэпа.
2. Лхагтонг — «интуиция», запредельное видение, в котором состояние покоя растворяется или «пробуждается», являясь естественным. Также для этой практики в текстах Дзогчена употребляется термин мийова — «не-движение».
3. Нимэд — «недвойственность» — шинэ и лхатонг появляются вместе, позволяя практику выйти за пределы двойственности. Также для этой практики в текстах Дзогчена употребляется термин нямнид — «равностность», состояние, где всё имеет один вкус.
4. Лхундруб — «самосовершенство», «спонтанное совершенство» — практика Дзогчена, Великого Совершенства, когда происходит объединение со своим естественным состоянием, каждое действие совершается в недвойственном состоянии созерцания, что даёт переживать всё возникающее как «самосовершенную игру своей собственной энергии».

## Тантры раздела Семдэ
В Семдэ (sems sde) содержится двадцать одна главная тантра. Они были доставлены в Тибет Вималамитрой и Вайрочаной. Согласно Лонгчену Рабджаму, к ним относятся:
1. Ригпей Кучжуг (тиб. རིག་པའི་ཁུ་བྱུག, Вайли rig pa'i khu byug, «Кукушка Присутствия»)
2. Цалчен Тругпа (тиб. རྩལ་ཆེན་སྤྲུག་པ, Вайли rtsal chen sprug pa, «Великая Потенциальность»)
3. Кьюнгчен Дингва (тиб. ཁྱུང་ཆེན་ལྡིང་བ, Вайли khyung chen lding ba, «Полёт Гаруды»)
4. Дола Сержун (тиб. རྡོ་ལ་གསེར་ཞུན, Вайли rdo la gser zhun, «Очищение золота от руды»)
5. Минубпей Гьялцен Дордже Семпа Намкаче (тиб. མི་ནུབ་རྒྱལ་མཚན་ནམ་མཁའ་ ནམ་མཁའ་ཆེ་, Вайли mi nub rgyal mtshan nam mkha' che, «Неопадающий стяг победы — Великое Пространство Ваджрасаттвы»)
6. Цемо Чунг-гьял (тиб. རྩེ་མོ་བྱུང་རྒྱལ, Вайли rtse mo byung rgyal, «Наивысшая Гора»)
7. Намкхай Гьялпо (тиб. རྣམ་ མཁའི་རྒྱལ་ རྒྱལ་པོ, Вайли rnam mkha'i rgyal po, «Царь Пространства»)
8. Дева Трулкод (тиб. བདེ་བ་འཕྲུལ་བཀོད, Вайли bde ba 'phrul bkod, «Украшение блаженства, инкрустированное драгоценностью»)
9. Дзогпа Чичжинг (тиб. རྫོགས་པ་སྤྱི་ཆིངས, Вайли rdzogs pa spyi chings, «Совершенство, включающее всё»)
10. Чанчжуб Семтиг (тиб. བྱང་ཆུབ་སེམས་ཏིག, Вайли byang chub sems tig, «Сущность Бодхичитты»)
11. Дэва Рабджам (тиб. བདེ་བ་རབ་འབྱམས, Вайли bde ba rab 'byams, «Бесконечное Блаженство»)
12. Сог-ги Кхорло (тиб. སྲོག་གི་འཁོར་ལ, Вайли srog gi 'khor lo, «Колесо Жизни»)
13. Тигле Тругпа (Вайли thig le drug pa, «Шесть Сфер»)
14. Дзогпа Чичод (тиб. རྫོགས་པ་སྤྱི་སྤྱོད, Вайли rdzogs pa spyi spyod, «Всепроникающее совершенство»)
15. Йинджин Норбу (тиб. ཡིད་བཞིན་ནོར་བུ, Вайли yid bzhin nor bu, «Драгоценность исполняющая желания»)
16. Кунду Ригпа (тиб. ཀུན་ཏུ་རིག་པ, Вайли kun tu rig pa, «Чистое присутствие, объединяющее всё»)
17. Джецун Тампа (тиб. རྗེ་བཙན་དམ་པ་, Вайли rje btsan dam pa, «Наивысший Владыка»)
18. Гомпа Тонтруб (тиб. སྒོམ་པ་དོན་གྲུབ, Вайли sgom pa don grub, «Постижение Истинного Значения Медитации»)
19. Кунчжед Гьялпо (тиб. ཀུན་བྱེད་རྒྱལ་པོའི་, Вайли Kun-byed Rgyal-po'i, «Царь всетворящий»)
20. Медчунг Гьялпо (Вайли rMad du Byung ba, «Чудесный Царь»)
21. Дочу (Вайли mdo bcu, «Десять завершающих учений»)